# Migrationszone Australien

Karte der Migrationszone

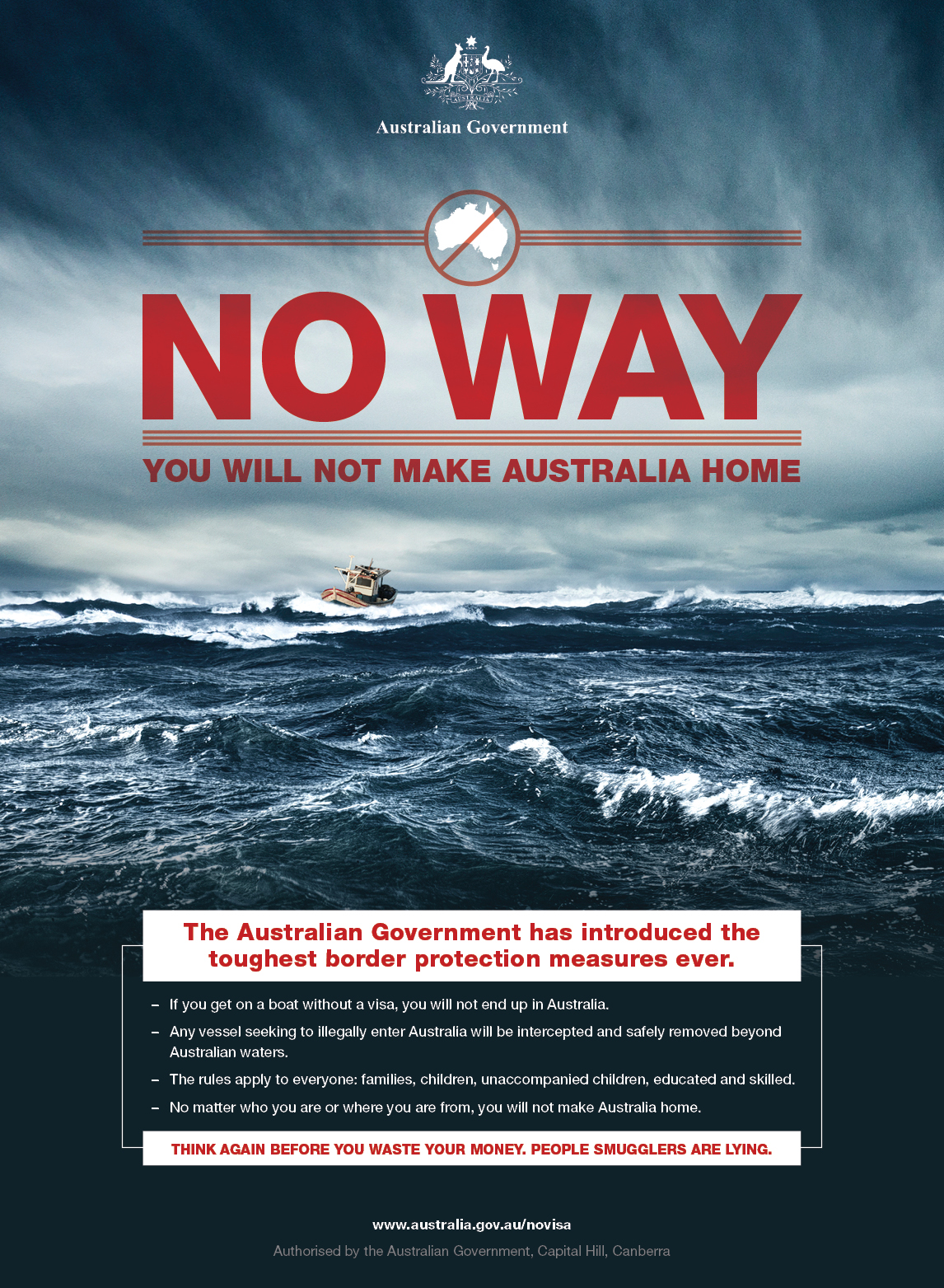
Plakatkampagne "stop the Boats"

Die Migrationszone Australien in der heutigen Form, mit Militäreinsatz zur Überwachung, entstand im September 2001 in der Folge der Tampa-Affäre unter der liberalkonservativen Regierung von Premierminister John Howard. Howard wollte ein Landen von sogenannten Boatpeople, die das norwegische Frachtschiff MS Tampa aus Seenot gerettet hatte, auf dem australischen Festland verhindern. Diese Politik, die als Pazifische Lösung bezeichnet wird, richtet sich im Wesentlichen gegen Asylsuchende, die auf Booten in Indonesien ablegen und in Australien Asyl suchen. Die Boatpeople, die in die australische Migrationszone eindringen, werden in Australische Einwanderungshaft genommen, die in der Welt einmalig in Australien praktiziert wird und auf einer gesetzlichen Grundlage basiert.
Die australische Migrationszone erstreckt sich weit entfernt der australischen Küste von Queensland, Western Australia und dem Northern Territory und sie reicht auch weit in internationale Gewässer hinein. Innerhalb dieser Zone befinden sich etwa 4000 Inseln, darunter die Weihnachtsinsel, Ashmore- und Cartierinseln und Cocos Islands wie auch technische Anlagen auf See wie beispielsweise australische Ölbohrinseln. Seit 2016 umfasst die Migrationszone auch Norfolk Island, ein Australisches Außengebiet.

## Vorgeschichte
Die australische Migrations- und Asylpolitik ist eine Folge der White Australia Policy, die in der Gründungsphase Australiens wurzelt. Im Jahr 1901 verabschiedete der neu konstituierte Commonwealth of Australia den Immigration Restriction Act of Australia 1901, um die Migration von nicht aus Europa stammenden Personen zu unterbinden. Diese Politik wurde erst nach dem Ende des Zweiten Weltkriegs gelockert, als die australische Politik erkannte, dass zum weiteren Vorankommen Australiens weitere Arbeitskräfte benötigt werden. Diese Politik wurde bereits im Jahr 1958 beendet, als die Regierung den Migrations Act 1958 verabschiedete, der eine Migration Zone definierte, die den Staat Australien mit seinen Außenterritories und Plattformen auf See umfasste. Im September 2001 verabschiedete die Howard-Regierung in einem Eilverfahren im September 2001 den Migration Amendment (Excision from Migration Zone) Act 2001 und den Migration Amendment (Excision from Migration Zone) (Consequential Provisions) Act 2001.

## Migration
Mit den oben genannten gesetzlichen Regelungen erfolgten erhebliche Restriktionen, denn wer in diese Migrationszone eindringt, hat kaum Chancen, einen Asylantrag in Australien zu stellen, denn dies ist nach australischem Recht nur bei Ankunft auf dem australischen Festland möglich. Eine Person, die in die Migrationszone eindringt, wird als non-citzen (Nichtbürger-Australiens) betrachtet, es sei denn, dass er ein Visum oder ein bridging visa (sinngemäß zeitlich begrenztes Visum) vorweisen kann. Ein Asylsuchender verwirkt sein Recht auf einen Asylantrag und begeht eine unauthorised arrival (unautorisierte Ankunft). Kontrolliert wird die Australische Migrationszone durch patrouillierende Kriegsschiffe und Flugzeuge. Die Royal Australian Navy definierte ihre Aufgabe in der Migrations- und Asylpolitik Australiens zur militärischen Operation Relex, die sie im Juli 2005 in Operation Resolute umbenannte.

## Migrationszone
Ab dem Jahr 1992 wurden nahezu alle Personen, die ohne ein gültiges Visum auf Booten ankamen, entsprechend dem Migration Amendment Act 1992 in Internierungslagern in Einwanderungshaft gesetzt. Derartige Lager gibt es zwar auch in anderen Ländern, allerdings ist Australien das einzige Land, das Asylsuchende in Haft nimmt.

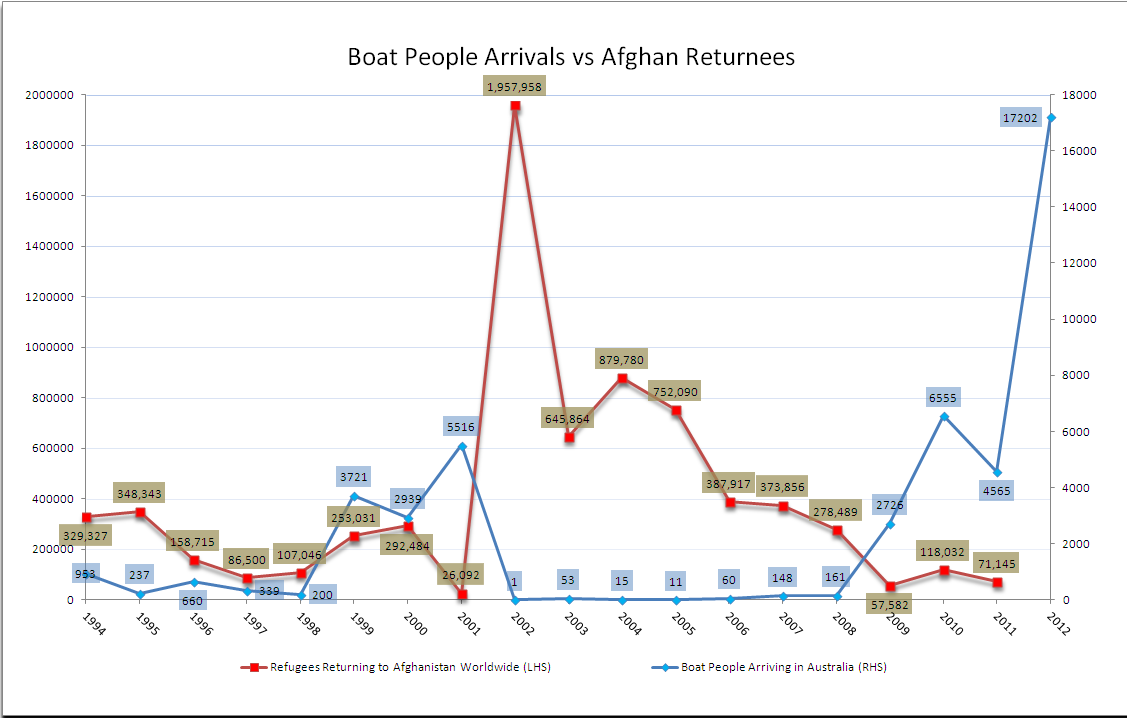
Boatpeople, die Australien von 1994 bis 2012 erreichten

2012 gab es in der damals regierenden Australian Labor Party Überlegungen, die Migrationszone auf Gesamt-Australien auszuweiten. Damit sollte die Hoffnung von Boatpeople zerstört werden, einen Anspruch auf einen Asylantrag geltend machen zu können, wenn sie an der kontinentalen Küste Australiens anlanden. Im Mai 2013 wurde dieses Gesetzesvorhaben im Australischen Parlament verabschiedet und damit die Politik der Howard-Regierung fortgesetzt, die 2006 nach ihrer Abwahl geendet hatte. Bis zu ihrer Abwahl ins Jahr 2013 setzte die Labor Party diese rigide Politik fort, die nach dem Premierminister Kevin Rudd bedeutete, dass jeder Asylsuchende, der Australien mit dem Boot erreiche, dort keinerlei Aussicht auf Asyl habe. Rudd unterlag allerdings in der Wahl im November 2013 und der konservative Tony Abbott kam an die Macht.
Abbott hatte seine Wahlkampagne „stop the boats“ durchgeführt, die auch Operation Sovereign Borders genannt wird. Damit setzte er die unter Rudd eingeleitete rigide Migrationspolitik nach seinem Amtsantritt im September 2013 als Premierminister fort, wie auch die nachfolgende Regierung unter Malcolm Turnbull und auch der seit 2018 regierende Scott Morrison (Stand 2019).

## Deportation
Die Boote der Boatpeople, die in die Migrationszone eindringen, werden in der Regel zurückgewiesen. Da die Fischereiboote kaum als hochseetüchtig bezeichnet werden können, geraten sie häufig in Seenot. In diesem Fall werden die in Seenot geratenen Boatpeople von den Kriegsschiffen aufgenommen und nicht auf australisches Hoheitsgebiet, sondern bis Ende 2017 in das Manus Regional Processing Centre auf der Insel Manus in Neuguinea gebracht. Dies endete Ende des Jahres 2017, da das Verfassungsgericht von Neuguinea das Lager für ungesetzlich erklärte. Weiterhin werden Boatpeople ins Nauru Regional Processing Centre auf dem Inselstaat Nauru und auch auf die Weihnachtsinsel in das Christmas Island Immigration Reception and Processing Centre gebracht. Die Zustände in diesen Lagern und die Hoffnungslosigkeit der Insassen führen häufig zu Protesten.
Aufgenommene Boatpeople werden auch künftig in Einwanderungshaft (Stand Dezember 2019) genommen und haben kein Klagerecht vor australischen Gerichten. In den Verfahren, die sich über Jahre hinwegziehen können, sind die Antragsteller einem Wohlwollen der eingesetzten Verwaltung ausgesetzt. Sie können keinen Rechtsbeistand in den laufenden Verfahren heranziehen und bei einer Ablehnung dagegen klagen.